# Amra Pandžić
Amra Pandžić (født 20. september 1989 i Ljubljana, Slovenien) er en kvindelig slovensk håndboldspiller som spiller for tyrkiske Kastamonu Belediyesi GSK og Sloveniens kvindehåndboldlandshold.